# Vriendschapsmonument 1853-2003
Het Vriendschapsmonument 1853-2003 is een monument in het Vriendschapspark in Paramaribo. Het werd geplaatst tijdens de viering van 150 jaar Chinese immigratie en ter bevestiging van de vriendschap tussen China en Suriname. Het staat in het vriendschapspark aan de Jagernath Lachmonstraat, op de splitsing van de Passiebloemstraat.
1853 markeert het jaar waarop de eerste Chinese contractarbeiders van Jakarta naar Paramaribo voeren. Het schip met de naam Merwede vertrok op 2 juli en kwam aan op 20 oktober. Deze eerste groep ging aan het werk op de suikerplantage Catharina Sophia in Saramacca. In de eerste twintig jaar kwamen 2780 Chinese arbeiders naar Suriname. Een kleine dertig jaar later waren er nog slechts 1160 van over als gevolg van een relatief hoog sterftecijfer.
Het monument werd gemaakt door Paul Woei en op 20 oktober 2003 onthuld door president Ronald Venetiaan. Het bestaat uit een granieten steen waarin de namen van de eerste 18 immigranten in het Nederlands en Chinees staan gebeiteld. Speciaal voor deze gelegenheid riep de regering 20 oktober 2003 uit tot eenmalige nationale vrije dag. Het park waarin het staat werd op deze dag omgedoopt naar Vriendschapspark.
In de week van de onthulling werd een feestprogramma opgetuigd ter herinnering aan 150 jaar Chinese immigratie, met een lezing van Paul Woei, een foto-expositie en een show met acrobaten uit China. Vanaf de Surinamerivier werd vuurwerk afgestoken. Veroorzaakt door te vroeg ontploft vuurwerk kwam een man om het leven en raakten twee gewond.